# Gunnaretjärnet
Gunnaretjärnet är en sjö i Årjängs kommun i Värmland och ingår i Göta älvs huvudavrinningsområde. Sjöns area är 0,031 kvadratkilometer och den är belägen 191 meter över havet.